# Acidente do Let L-410 prefixo RF-94603 em 2021
Em 19 de junho de 2021, um Let L-410UVP-E caiu perto do aeródromo de Tanay. 7 ocupantes morreram, incluindo quatro membros da tripulação.

## Acidente
Uma aeronave DOSAAF L-410UVP-E3, sob prefixo RF-94603, número de série 21-05 caiu em um campo perto do Aeroporto de Tanay, Kemerovo Oblast,  Rússia com 19 ocupantes a bordo dos quais 7 perderam suas vidas. A aeronave estava em um voo de treinamento com paraquedistas.  Durante o voo, o comandante relatou uma falha no motor e decidiu devolver a aeronave ao aeroporto, que durante o processo de retorno, a aeronave estolou e cortou árvores com suas asas,  seguida caiu. 